# The Montenotte Hotel
El Montenotte hotel es un hotel de cuatro estrellas en Cork, Irlanda. 
Construido originalmente como una residencia llamada Lee View House en el 1820s, la casa se amplió en la década  de 1880, y se convirtió en el 'Lee View Hotel' en la década de 1940. Operando como el 'The Country Club Hotel' desde 1960 hasta 2006, el hotel fue rebautizado y redessarrollado bajo su nombre actual  del siglo XXI.
En febrero de 1980, U2 actuado en el hotel cuando parte de su U2-3 Tour. La fotografía de cubierta usada en el álbum U2  "U218" y reservar "U2 por U2" estuvo tomado del techo del hotel por fotógrafo David Corio.